# Пінон малазійський
Пі́нон малазійський (Ducula aenea) — вид голубоподібних птахів родини голубових (Columbidae). Мешкає в Південній і Південно-Східній Азії. Виділяють низку підвидів.

## Опис

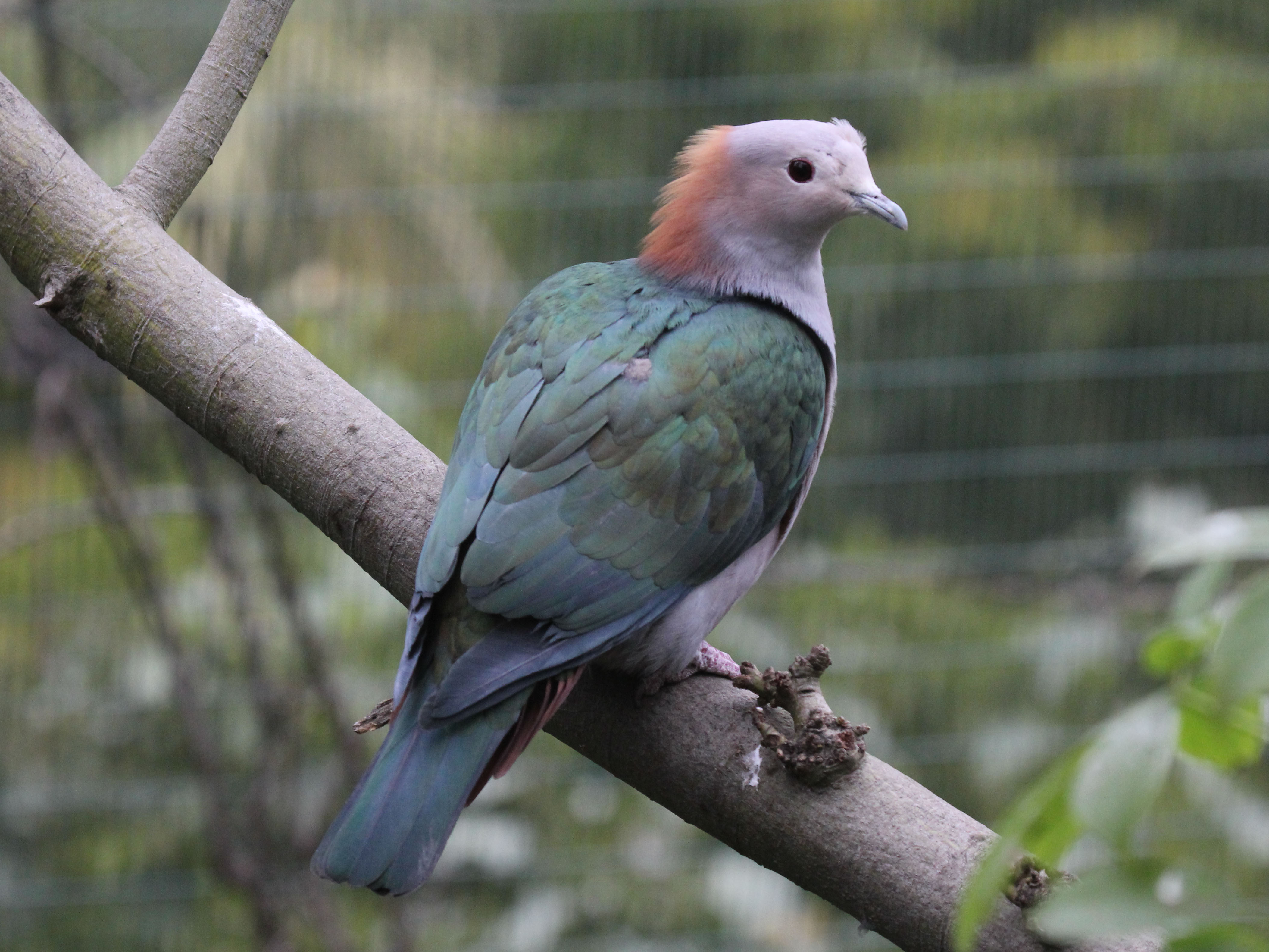
Малазійський пінон

Довжина птаха становить 38-47 г, вага 365-645 г. Голова, шия і нижня частина тіла світло-сірі або світло-жовтевувато-сірі. Спина і покривні пера крил зелені з бронзовим відблиском. Гузка темно-коричнева. Дзьоб сизий, райдужки червоні, навколо очей білі кільця, лапи червоні. Самиці мають більш тьмяне забарвлення.

## Таксономія
В 1760 році французький зоолог Матюрен Жак Бріссон включив опис жовточеревої маріки до своєї книги "Ornithologie". Він використав французьку назву Le pigeon ramier des Moluques та латинську назву Palumbus moluccensis. Однак, хоч Бріссон і навів латинську назву, вона не була науковою, тобто не відповідає біномінальній номенклатурі і не визнана Міжнародною комісією із зоологічної номенклатури. Коли в 1766 році шведський натураліст Карл Лінней випустив дванадцяте видання своєї "Systema Naturae", він доповнив книгу описом 240 видів, раніше описаних Бріссоном. Одним з цих видів був малазійський пінон, для якого Лінней придумав біномінальну назву Columba aenea. Бріссон помилково вважав, що малазійські пінони походять з Молуккських островів, у 1918 році типова місцевість була виправлена на острів Флорес в Індонезії.

### Підвиди
Виділяють дванадцять підвидів:
- D. a. sylvatica (Tickell, 1833) — від північної Індії і Непалу до південного Китаю, Таїланду і Індокитаю, острів Хайнань;
- D. a. pusilla (Blyth, 1849) — південна Індія і острів Шрі-Ланка;
- D. a. andamanica Abdulali, 1964 — Андаманські острови;
- D. a. consobrina (Salvadori, 1887) — острови на захід від Суматри (за винятком Енгано);
- D. a. oenothorax (Salvadori, 1892) — острів Енгано;
- D. a. polia (Oberholser, 1917) — Малайський півострів, Великі Зондські острови і Малі Зондські острови (від Ломбока до Алора);
- D. a. palawanensis (Blasius, W, 1888) — острів Банггі[en], Палаван і сусідні острови;
- D. a. fugaensis (Hachisuka, 1930) — острови Калаян[en], Каміґуїн-Норте, Фуґа[en] (Філіппіни на північ від Лусону);
- D. a. nuchalis (Cabanis, 1882) — північний Лусон;
- D. a. aenea (Linnaeus, 1766) — Філіппінський архіпелаг (за винятком півночі і Палавану);
- D. a. intermedia (Meyer, AB & Wiglesworth, 1894) — острови Талауд[en];
- D. a. paulina Bonaparte, 1854 — Сулавесі, острови Сангіхе[en], Селаяр[en], Тогіан[en], Банґґаї[en] і Сула[en].

Нікобарський пінон раніше вважався підвидом малазійського пінона, однак був визнаний окремим видом.

## Поширення і екологія
Малазійські пінони мешкають в Індії, Непалі, Бутані, Бангладеш, М'янмі, Таїланді, Китаї, Лаосі, В'єтнамі, Камбоджі, Малайзії, Індонезії, Брунеї, на Філіппінах і Шрі-Ланці. Вони живуть у вологих рівнинних тропічних лісах, в сухих чагарникових заростях, рідколіссях і саванах, в мангрових лісах, на плантаціях і в садах. Зустрічаються невеликими зграйками по 3-6 птахів, в Індії на висоті до 600 м над рівнем моря, на Шрі-Ланці на висоті до 500 м над рівнем моря, в Індонезії на висоті до 1000 м над рівнем моря, на Філіппінах на висоті до 1125 м над рівнем моря, на Хайнані на висоті до 1300 м над рівнем моря. Живляться плодами фікусів і мускатників. Сезон розмноження триває з квітня по липень. Гніздяться на деревах, гніздо являє собою невелику платформу з гілочок. В кладці 1 біле яйце, інкубаційний період триває 18 днів, пташенята покидають гніздо через 20 днів після вилуплення. І самці, і самиці насиджуть кладку і доглядають за пташенятами.

## Збереження
МСОП класифікує стан збереження цього виду як близький до загрозливого. Малазійським пінонам загрожує масове полювання, а також знищення природного середовища.